# Oncorhynchus apache
Oncorhynchus apache és una espècie de peix de la família dels salmònids i de l'ordre dels salmoniformes.

## Morfologia
- Els mascles poden assolir 58 cm de longitud total i 2.360 g de pes.[2][3]

## Hàbitat
Viu en zones d'aigües dolces temperades (34°N-33°N).

## Distribució geogràfica
Es troba a Nord-amèrica: conca del riu Colorado (Arizona, Estats Units).

## Observacions
Forma part de la pesca esportiva.